# Хамза, Серикбай Хамзаевич
Серикбай Хамза Хамзаевич (20 мая 1936, Абралинский район, Семипалатинская область, СССР — 30 июня 2020) — первооткрыватель золото-полиметаллического месторождения Абыз и месторождения Кентобе, учёный, педагог, кандидат геолого-минерагенических наук, академик, почетный разведчик недр Республики Казахстан.

## Биография
Серикбай Хамзаевич родился 20 мая 1936 года в местности Майозек колхоза им. Орджоникидзе Абралинского района Семипалатинской области (ныне Татанский ауылный округ Карагандинской области). в 1954 году поступил на геолого-географический факультет Казахского государственного университета им. Аль-Фараби. Окончив институт в 1959 году и получив специальность инженера-геолога по поискам и разведке рудных месторождений Серикбай Хамзаевич вернулся в родные края, где начал свою трудовую деятельность младшим геологом Карагайлинской группы геологоразведочной партии.Новые оригинальные идеи по металлогении района положены им в основу диссертационной работы, которую без отрыва от производства он защитил в 1971 г. В период заграничной командировки (1975-77гг.) в Алжирскую народную Демократическую Республику им в качестве главного инженера-геолога группы специалистов была составлена прогнозная металлогеническая карта северо-восточной части Атласских гор масштаба 1:200 000 и выявлено железорудное месторождения Шабат-Балут. С 1978 года в должности начальника Карагайлинской ГРЭ Хамза С.Х. завершает разведку железорудного месторождения Кентобе, запасы которого утверждаются в 1980г. в ГКЗ СССР в количестве, вдвое превышающим ранее утверждённые запасы, завершает разведку участков Дальный и Южный Карагайлинского месторождения со значительным приростам запасов, а 1985-99 гг. выполняет детальную разведку крупного золото-калчеданно-полиметаллического месторождения Абыз с утверждением запасов в ГКЗ РК.
В 1992 году  назначается начальником Центрально-Казахстанской инспекции по геологическому контролю и охране недр, а затем начальником Центрально-Казахстанского территориального управления по охране и использованию недр, где его геологические знания, организаторский талант и трудолюбие проявились в полную силу. В 1998 г. назначается заместителем Председателя комитета  геологии и охраны недр. Под его руководством составляются «Единые правила охраны недр при разработке месторождений полезных ископаемых в Республике Казахстан». В 2000-2008 – советник Министра природных ресурсов и охраны окружающей среды. 2009 г. – директор Кокшетауского филиала Информационно-аналитического центра геологии и минеральных ресурсов РК Комитета геологии и недропользования.

## Научные, литературные труды
Автор свыше 50-ти научных работ, в том числе учебника по геологии для высших учебных заведений.
•  «Жердің жаралуы, кұрамы, кұрылысы және тарихи дамуы»
•  «Абралыдан Астанаға дейін»
• Прогнозная металлогеническая  карта масштаба 1:200000, выявлено железорудное месторождение Шабат-Балут.

## Награды и звания
1. Кандидат геолого-минерагенических наук (1971)
2. Академик (2010)
3. «Почетный разведчик недр Республики Казахстан»
4. Медаль «За трудовую доблесть»
5. Медаль «10 лет независимости Республики Казахстан» (2001)